# Herbert Hubert von Diesbach
Herbert Hubert von Diesbach (auch: Benoît de Diesbach Belleroche, * 10. Dezember 1669 in Freiburg im Üechtland; † 10. April 1742 in Dresden) war sächsischer Generalmajor aus der Schweiz.
Seine Eltern waren der Offizier in französischen Diensten Georg von Diesbach und dessen Ehefrau Marie-Marguerite, geb. von Affry.
Er ging 1684 in französische Dienste, wo er als Fähnrich in das Regiment Stuppa kam. Er wurde im Jahr 1686 Unterleutnant, 1687 Leutnant und 1689 Kapitänleutnant. 1693 erhielt er das Kommando über eine Grenadierkompanie. Er zeichnete sich im gleichen Jahr in der Schlacht bei Neerwinden und 1697 bei der Belagerung von Ath aus. Er verließ 1698 die französische Armee und wechselte 1701 als Oberstleutnant der Infanterie in den Dienst des polnischen Königs August II. (Polen). Er tat sich 1715 bei der Belagerung von Stralsund hervor. 1719 wurde er Kapitän-Lieutenant der sächsischen Schweizer-Garde, 1721 wurde er Oberst mit Patent zum 1. Dezember 1720. Er warb 1729 und 1730 weitere Schweizer für die Garde. Im Jahr 1732 erhielt er das Regiment Marchen, aber noch im gleichen Jahr gab er es an den Oberst Unruh ab. Am 31. März 1733 wurde er zum Generalmajor und Hauptmann der Garde befördert. Als 1733 in Polen wieder eine Königswahl anstand, wurde er als dritter Stimmberechtigter dorthin geschickt. Die anderen Teilnehmer waren der Graf Wackerbarth-Salmour und der General Baudissin. Auch bei der Krönung im Januar 1734 war er in Krakau als Vertreter Sachsens anwesend.
Nach seiner Rückkehr erhielt er Ländereien in der Nähe von Dresden geschenkt, dazu Jagd- und Fischereirechte. Am 7. Oktober 1736 erhielt er als einer der Ersten den neu gestifteten St.-Heinrichs-Orden, außerdem wurde er im Dezember mit Rang und Titel eines Trabantenhauptmanns geehrt. Er starb unverheiratet 1742 in Dresden und wurde auf dem katholischen Friedhof in Friedrichstadt beigesetzt.